# Kilifia acuminata
Kilifia acuminata är en insektsart som först beskrevs av Victor Antoine Signoret 1873.  Kilifia acuminata ingår i släktet Kilifia och familjen skålsköldlöss. Inga underarter finns listade i Catalogue of Life.